# David Pike
David Pike (1950) es un profesor y autor estadounidense.

## Biografía
Nacido en 1950, es profesor de estudios germánicos en la Universidad de Carolina del Norte en Chapel Hill. Ha estudiado temas como el de los escritores alemanes exiliados en la Unión Soviética tras el ascenso del Partido Nazi, las figuras de los escritores marxistas Bertolt Brecht y Georg Lukacs y la cultura durante el periodo de la Alemania ocupada por la URSS, inmediatamente posterior al fin de la Segunda Guerra Mundial.

## Publicaciones
- Deutsche Schriftsteller im sowjetischen Exil. 1933-1945 (Suhrkamp, 1981).[10][nota 1]
- Lukács and Brecht (University of North Carolina Press, 1985).[5][6]
- The Politics of Culture in Soviet-Occupied Germany, 1945-1949 (Stanford University Press, 1992).[7][8][9]